# Quedlinburské letopisy

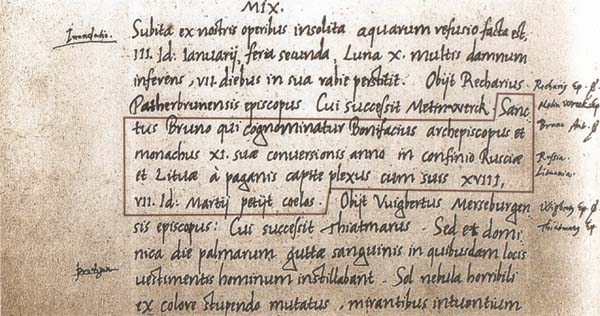
První písemná zmínka o Litvě v Quedlinburských letopisech (1009)

Quedlinburské letopisy (latinsky Saxonicae Annales Quedlinburgenses, německy Quedlinburger Annalen) je středověká kronika sepsaná latinsky v letech ~993 nebo ~1000 – 1030(?1025?) v konventu říšského ženského Quedlinburského kláštera. V letech 1017–1020 pravděpodobně nebyly provedeny žádné zápisy.
Dochoval se jediný opis (originál se nedochoval), který spolu dalšími saskými archiváři pořídil Georg Fabricius, původně také Georg Goldschmidt (*23.4.1516-17.7.1571), míšeňský protestantský básník, historik a učitel na Míšeňské knížecí škole – mezi lety 1546 a 1571. Opis byl uložen v saské státní a univerzitní knihovně v Drážďanech.

## Historie

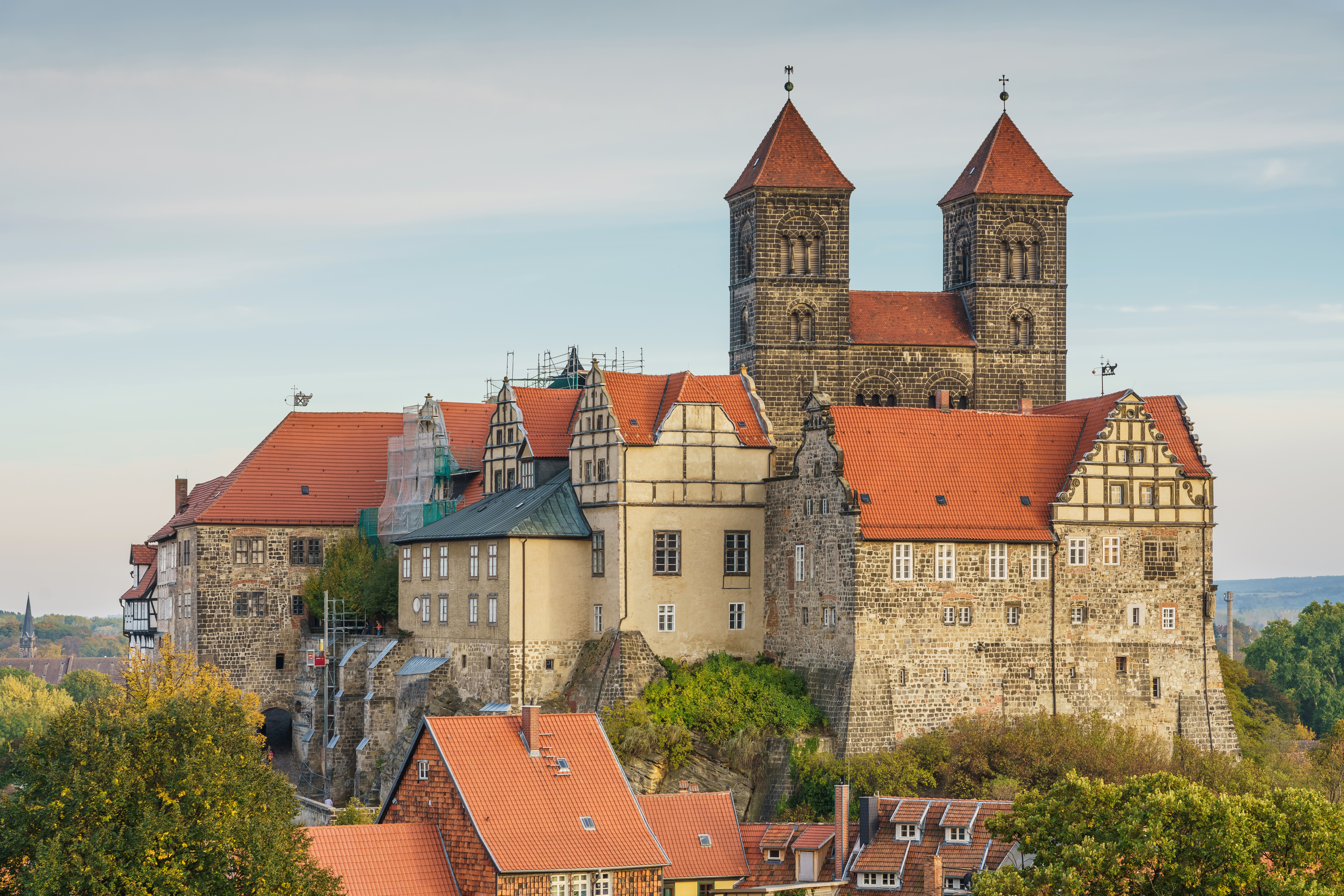
Bývalý říšský ženský Quedlinburský klášter

Autor letopisů není znám, ale podle toho, jak se v nich odráží vynikající analytická informovanost o politických událostech v Německých a blízkých krajích v 10. a 11. stoletích a jeho (nebo její) exaltovaně proříšský pohled na ty události by se dalo předpokládat, že letopisy byly sepsány osobou značně blízkou císařům Saské dynastie, vládnoucím v 10. a 11. stoletích (možná abatyší zmíněného kláštera Adelheid I.(* 977 † 14.1.1044), dcery císaře Oty II. a sestry císaře Oty III.). Letopisy (přesněji řečeno do dnešních dnů dochovaná část textu) vyprávějí o historii od stvoření světa až asi do roku 1025. Zpočátku je v letopisech vykládána všeobecná (ponejvíce Svaté říše římské) historie. Počínale rokem 984 se objevuje vlastní autorova informace, ponejvíce o Sasku a počínaje rokem 993 vyprávění téhož autora, coby očitého svědka událostí. V zápise z roku 1009, kde je krátce popsána smrt "biskupa pohanů" Svatého Bruna z Querfurtu je první písemná zmínka o Litvě ("Litua")
„Sanctus Bruno, qui cognominantur Bonifacius, archiepiscopus et monachus, XI suae conversionis anno in confinio Rusciae et Lituae a paganis capite plexus, cum suis XVIII, VII. Id. Martii petiit coelos.“
„Svatý Bruno, jinak také nazývaný Bonifacius, arcibiskup a mnich, v 11. roce svého obrácení byl v Rusko-litevském pohraničí sťat pohany 7. dne před březnovými Ídami (což odpovídá 9. březnu), s 18 svými (souputníky) se odebral na nebesa.“
Existují dvě verze výkladu tohoto zápisu: většina historiků má za to, že slovem „Ruscia“ Quedlinburský letopisec měl na mysli skutečně (Kyjevskou) Rus, ale jejich oponenti (převážně němečtí historici) tvrdí, že slovo Rusciae ("Rusi") se ve zmíněné části textu ocitlo chybným přepsáním slova Prusciae ("Pruska").
V posledních letech převládl mezi odborníky názor, že autorkou Letopisů je žena. Kronika se převážně věnuje dějinám Svaté říše římské. Obsahuje též první písemnou zmínku o Litvě ("Litua"), datovanou 1009.
Původní dokument se nedochoval, dnes máme k dispozici pouze kopii pocházející ze 16. století uchovávanou v Drážďanech, slouží však pouze pro badatelské účely.